# Парный (хутор)
Парный — хутор в Нижнедевицком районе Воронежской области.
Входит в состав Кучугуровского сельского поселения.

## География

### Улицы
- ул. Парный